# Gamochaeta aliena
Gamochaeta aliena là một loài thực vật có hoa trong họ Cúc. Loài này được (Hook. & Arn.) Cabrera mô tả khoa học đầu tiên năm 1961.